# لا ذهب لكالساكا (فلم)
لا ذهب لكالساكا (بالفرنسية: Pas d'or pour Kalsaka)، هُو فيلم وثائقي بوركينابي صدر سنة 2019، وقد أخرجه مايكل زونغو.

## وصلات خارجية
- مقالات تستعمل روابط فنية بلا صلة مع ويكي بيانات